# Мојдеж
Мојдеж је насеље у општини Херцег Нови у Црној Гори. Према попису из 2003. било је 280 становника (према попису из 1991. било је 297 становника).

## Историја
Марко Радуловић из Мојдежа имао је 18 година када је кренуо да се бори за слободу грчку и да положи свој живот за крст и слободу. Био је писар Спира Дуковића, на једном броду. Тај брод је возио Грке из Александарије у Грчку. Преживјео је јер се разболио и морао је оставити ратовање. Касније постаје поморски капетан, познат у Боки.

## Демографија
У насељу Мојдеж живи 219 пунолетних становника, а просечна старост становништва износи 39,7 година (37,9 код мушкараца и 41,4 код жена). У насељу има 83 домаћинства, а просечан број чланова по домаћинству је 3,37.
Становништво у овом насељу веома је хетерогено.
|  |

| Демографија | Демографија | Демографија |
| Година      | Становника  | Становника  |
| ----------- | ----------- | ----------- |
|             |             |             |
|             |             |             |
|             |             |             |
|             |             |             |
| 1948.       | 411         |             |
| 1953.       | 397         |             |
| 1961.       | 394         |             |
| 1971.       | 346         |             |
| 1981.       | 282         |             |
| 1991.       | 297         | 295         |
| 2003.       | 293         | 280         |
|             |             |             |

| Етнички састав према попису из 2003.‍ | Етнички састав према попису из 2003.‍ | Етнички састав према попису из 2003.‍ | Етнички састав према попису из 2003.‍ | Етнички састав према попису из 2003.‍ |
| ------------------------------------ | ------------------------------------ | ------------------------------------ | ------------------------------------ | ------------------------------------ |
|                                      |                                      |                                      |                                      |                                      |
| Срби                                 | Срби                                 |                                      | 177                                  | 63,21%                               |
| Црногорци                            | Црногорци                            |                                      | 36                                   | 12,85%                               |
| Хрвати                               | Хрвати                               |                                      | 2                                    | 0,71%                                |
| Словенци                             | Словенци                             |                                      | 1                                    | 0,35%                                |
| непознато                            | непознато                            |                                      | 0                                    | 0,0%                                 |

| Година пописа     | 1948. | 1953. | 1961. | 1971. | 1981. | 1991. | 2003. |
| ----------------- | ----- | ----- | ----- | ----- | ----- | ----- | ----- |
| Број домаћинстава | 87    | 88    | 87    | 77    | 76    | 94    | 85    |

| Број чланова      | 1  | 2  | 3  | 4  | 5  | 6 | 7  | 8 | 9 | 10 и више | Просек |
| ----------------- | -- | -- | -- | -- | -- | - | -- | - | - | --------- | ------ |
| Број домаћинстава | 83 | 20 | 12 | 13 | 14 | 9 | 10 | 4 | 1 | 0         | 0      |

| Пол    | Укупно | Неожењен/Неудата | Ожењен/Удата | Удовац/Удовица | Разведен/Разведена | Непознато |
| ------ | ------ | ---------------- | ------------ | -------------- | ------------------ | --------- |
| Мушки  | 112    | 42               | 63           | 4              | 2                  | 1         |
| Женски | 121    | 32               | 58           | 31             | 0                  | 0         |
| УКУПНО | 233    | 74               | 121          | 35             | 2                  | 1         |

| Пол    | Укупно                    | Пољопривреда, лов и шумарство | Рибарство                            | Вађење руде и камена | Прерађивачка индустрија       |
| ------ | ------------------------- | ----------------------------- | ------------------------------------ | -------------------- | ----------------------------- |
| Мушки  | 55                        | 1                             | 0                                    | 0                    | 2                             |
| Женски | 31                        | 0                             | 0                                    | 0                    | 0                             |
| УКУПНО | 86                        | 1                             | 0                                    | 0                    | 2                             |
| Пол    | Производња и снабдевање   | Грађевинарство                | Трговина                             | Хотели и ресторани   | Саобраћај, складиштење и везе |
| Мушки  | 8                         | 10                            | 9                                    | 5                    | 5                             |
| Женски | 1                         | 0                             | 11                                   | 6                    | 0                             |
| УКУПНО | 9                         | 10                            | 20                                   | 11                   | 5                             |
| Пол    | Финансијско посредовање   | Некретнине                    | Државна управа и одбрана             | Образовање           | Здравствени и социјални рад   |
| Мушки  | 0                         | 2                             | 5                                    | 1                    | 0                             |
| Женски | 0                         | 2                             | 0                                    | 0                    | 5                             |
| УКУПНО | 0                         | 4                             | 5                                    | 1                    | 5                             |
| Пол    | Остале услужне активности | Приватна домаћинства          | Екстериторијалне организације и тела | Непознато            | Непознато                     |
| Мушки  | 0                         | 0                             | 0                                    | 7                    | 7                             |
| Женски | 1                         | 0                             | 0                                    | 5                    | 5                             |
| УКУПНО | 1                         | 0                             | 0                                    | 12                   | 12                            |